# James Moore (pentatleta)
James Moore   (Erie, 20 de febrer de 1935) és un pentatleta estatunidenc, ja retirat, que va competir durant la dècada de 1960.
El 1964 va prendre part en els Jocs Olímpics d'Estiu de Tòquio, on disputà dues proves del programa de pentatló modern. Junt a David Kirkwood i Paul Pesthy guanyà la medalla de plata en la competició per equips, mentre en la competició individual fou sisè. Quatre anys més tard, als Jocs de Ciutat de Mèxic, tornà a disputar dues proves del programa de pentatló modern. Fou quart en la competició per equips i onzè en la competició individual.
En el seu palmarès també destaca una medalla d'or i una de bronze als Jocs Panamericans de 1963 i els campionats nacionals de 1963, 1964 i 1968.
Moore va ser militar de carrera, on arribà al grau de coronel abans de retirar-se, el 1982. Per la participació a la Guerra del Vietnam va rebre quatre estrelles de bronze.